# Xã Windham, Quận Portage, Ohio
Xã Windham (tiếng Anh: Windham Township) là một xã thuộc quận Portage, tiểu bang Ohio, Hoa Kỳ. Năm 2010, dân số của xã này là 1.865 người.